# (1367) Нонгома
(1367) Нонгома (лат. Nongoma) — типичный астероид главного пояса, который был открыт 3 июля 1934 года южноафриканским астрономом Сирилом Джексоном в обсерватории Йоханнесбурга и назван в честь южноафриканского города Нонгома. 

Орбита астероида Нонгома и его положение в Солнечной системе
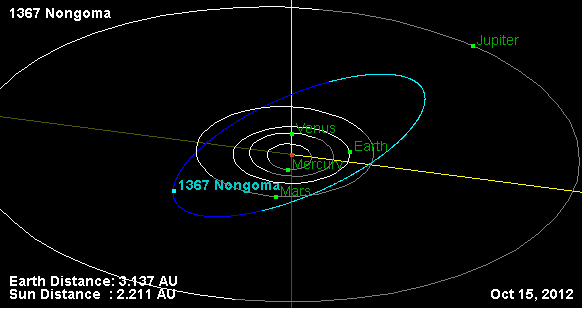
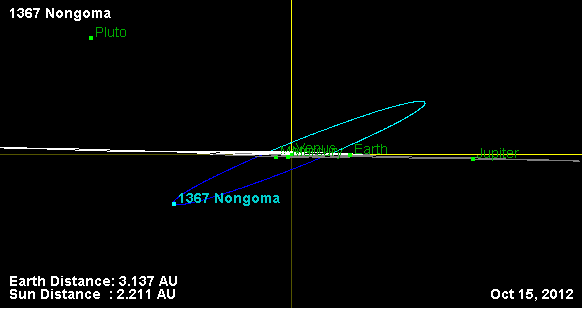